# Blackburn, West Lothian

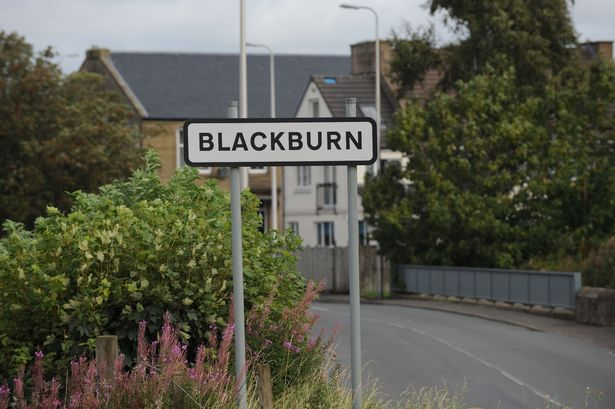
Blackburn

Blackburn är en ort i West Lothian i Skottland, belägen väster om Edinburgh. Den ingår i Bathgates tätort och hade 5 480 invånare 2012, på en yta av 1,54 km².